# Elvucitabin
Elvucitabin (ACH-126,443) ist ein experimenteller Arzneistoff zur Behandlung von HIV-infizierten Patienten im Rahmen einer HIV-Kombinationstherapie, sowie einer HBV-Infektion.
Elvucitabin ist ein Cytidinanalogon und gehört zur Gruppe der nukelosidischen Reverse-Transkriptase-Inhibitoren (NRTI).

## Geschichte
Elvucitabin wurde von Achillion Pharmaceuticals entwickelt. Eine Studie mit Patienten mit Lamivudin (Epivir) oder Emtricitabin (Emtriva) Resistenz und gleichzeitiger M184 Mutation wurde 2007 beendet. Derzeit ist unklar, ob die Substanz überhaupt noch weiter entwickelt wird. Die letzte Veröffentlichung ist von 2011.

## Pharmakologie
Elvucitabin ist ein Enantiomer von Dexelvucitabin (Reverse) und besitzt ebenfalls eine Wirksamkeit gegen HIV und HBV. Derzeit laufen Phase II-Studien bei HIV und HBV. Bei HIV-Patienten mit der M184V-Mutation zeigte sich in einer kleinen, doppelblinden Studie ein Abfall der Viruslast um 0,7–0,8 Logstufen nach 28 Tagen. Die Studie wurde allerdings abgebrochen, da unter 100 mg Elvucitabine bei 6/56 Patienten Leukopenien auftraten.
Vergleichsstudien mit Epivir lassen vermuten, dass die suppressive Wirkung von Elvucitabin geringfügig schwächer ist (durchschnittlich 0,3 Logstufen).
Die mitochondriale Toxizität scheint geringer als unter Dexelvucitabine. Derzeitige Ergebnisse zeigen, dass möglicherweise auch die Bindungsaffinität zur Reversen Transkriptase resistenter Viren geringer ist.

## Pharmakokinetik
In Studien wurde eine extrem lange Halbwertszeit von 150 Stunden ermittelt. Vor diesem Hintergrund scheint eine einmal tägliche Gabe sehr wahrscheinlich.

## Nebenwirkungen
Positiv fiel in Studien die offenbar geringe mitochondriale Toxizität auf.
Eine Studie musste allerdings abgebrochen werden, da unter 100 mg Elvucitabine bei 6/56 Patienten Leukopenien auftraten.
Einige Patienten entwickelten außerdem Hautausschläge. Pankreatitiden wie unter Dexelvucitabine scheinen dagegen nicht aufzutreten.

## Resistenzen
In-vitro zeigte sich eine gute Wirksamkeit gegen verschiedene NRTI-Resistenzen. Es wurde die Selektion von Viren mit ganz eigenen Resistenzen wie M184I oder die bislang ganz unbekannte Mutante D237E beobachtet. Wahrscheinlich wird die Selektion dieser speziellen Resistenzen unter HAART nicht zu beobachten sein.